# Сафронов, Иван Васильевич
Иван Васильевич Сафронов (26 сентября 1896 года, село Айлино (Саткинская пристань) Уфимской губернии, теперь Саткинского района Челябинской области, Российская Федерация — 1996, Москва) — советский военный деятель, помощник командира 17-го стрелкового корпуса по политической части, генерал-лейтенант интендантской службы. Член Ревизионной Комиссии КП(б)У в июне 1937 — июне 1938 г.

## Биография
Родился в крестьянской семье. В 1903—1907 годах учился в церковноприходской школе села Айлино. С 1914 года работал чернорабочим на заводе города Миньяр на Урале.
С августа 1915 по 1918 год — в Русской императорской армии. Участник Первой мировой войны. В марте 1918 года вернулся в Миньяр, принимал участие в формировании отрядов Красной гвардии из рабочих завода.
С 1918 года — в Красной армии. Участник Гражданской войны в России. Воевал против Чехословацкого корпуса, войск адмирала Колчака и повстанческих отрядов в Якутии.
Член РКП(б) с 1920 года.
После Гражданской войны — на командных военно-политических должностях в Красной армии.
Окончил Военно-политическую академию РККА имени Толмачева (1929).
С 1929 года — комиссар, помощник командира 8-го стрелкового полка по политической части. Затем служил помощником командира стрелковой дивизии по политической части.
До сентября 1938 года — помощник командира 17-го стрелкового корпуса Киевского военного округа по политической части.
16 сентября 1938 года арестован органами НКВД. Находился под следствием до мая 1940 года. 29 мая 1940 года был оправдан, восстановлен на службе в Красной армии и в членах ВКП(б).
С 1940 года служил заместителем интенданта Харьковского военного округа.
Участник Великой Отечественной войны с июня 1941 года. Служил интендантом 18-й армии Южного фронта, начальником управления тыла — заместителем командующего войсками 9-й, 43-й и 19-й армий по тылу. С августа 1944 года по 1945 год — начальник управления тыла — заместитель командующего войсками 2-го Белорусского фронта по тылу.
После Великой Отечественной войны — начальник управления тыла — заместитель командующего войсками Прибалтийского военного округа по тылу. Депутат Верховного Совета Литовской ССР.
С 1961 года — в отставке. Умер в марте 1996 года.

## Воинские звания
- дивизионный комиссар (28.11.1935)
- генерал-майор интендантской службы (19.01.1943)
- генерал-лейтенант интендантской службы (18.02.1958)

## Награды
- орден Ленина
- пять орденов Красного Знамени (13.12.1942, 19.09.1944, 29.05.1945)
- два ордена Отечественной войны 1-й ст. (25.10.1943, 6.04.1985)
- орден Богдана Хмельницкого 1-й ст. (10.04.1945)
- орден Красной Звезды (14.11.1941)
- медали
- почетный гражданин города Сатки и Саткинского района Челябинской области (1982)

## Мемуары
- Сафронов И. В. За фронтом - тоже фронт. — М.: Воениздат, 1986. — 172 с.